# EMOL
El Mercurio On-Line, mais conhecido pelo seu acrônimo EMOL, é um portal de notícias on-line pertencente ao grupo El Mercurio Sociedad Anónima Periodística. É um dos sites mais acessados no Chile de acordo com o Alexa.

## História
Nasceu em meados dos anos 1990 como um seviço de informação econômica e atualidades para empresas, agora chamado de ValorFuturo. A partir de 1999, em competição com os portais Portal Terra e La Tercera, transformou-se em um canal informativo na Internet, alimentado pelos conteúdos das edições de El Mercurio, Las Últimas Noticias e La Segunda, com de noticias de última hora.